# Estudios sobre la ECM
Los estudios sobre la ECM (experiencia cercana a la muerte) (Near-death studies NDS en inglés) es un campo de la psicología y la psiquiatría que estudia la fisiología, fenomenología, y los efectos posteriores de las experiencias cercanas a la muerte (ECM). Este campo de investigación estuvo asociado originalmente con un grupo separado de investigadores norteamericanos que siguieron el trabajo inicial de Raymond Moody, y que más tarde establecieron la IANDS: International Association for Near-Death Studies (Asociación Internacional para los Estudios sobre la ECM) y el Journal of Near-Death Studies. Desde entonces se ha expandido, y ahora incluye contribuciones de una amplia gama de investigadores y divulgadores de todo el mundo. La investigación sobre experiencias cercanas a la muerte se limita principalmente a las disciplinas de la medicina, la psicología y la psiquiatría.

## Experiencia cercana a la muerte
La experiencia cercana a la muerte es una experiencia relatada por personas que han estado a punto de morir en un entorno médico o no médico. El aspecto del trauma y las crisis físicas también se reconocen como indicadores del fenómeno. El cinco por ciento de la población estadounidense adulta ha tenido una ECM, según Linda J. Griffithy Bruce Greyson. Según el IANDS, encuestas realizadas en Estados Unidos, Australia y Alemania sugieren que entre el 4 y el 15% de la población ha tenido ECM.Los investigadores estudian el papel de los factores fisiológicos, psicológicos y trascendentales asociados con la ECM. Estas dimensiones son también la base de los tres principales modelos explicativos de las ECM.
Algunas características generales de una ECM incluyen: impresiones subjetivas de estar fuera del cuerpo físico; visiones de familiares fallecidos y figuras religiosas; y trascendencia del ego y de los límites espaciotemporales.
Los investigadores de las ECM también han descubierto que la ECM no es una experiencia exclusivamente occidental. Varios elementos y características de la ECM parecen ser similares en todas las culturas, pero los detalles de la experiencia (figuras, seres, paisajes), y la interpretación de la experiencia, varía entre culturas. Sin embargo, algunos investigadores han "cuestionado la hipótesis de que los relatos de experiencias cercanas a la muerte estén sustancialmente influenciados por los modelos culturales predominantes".
Algunos científicos correlacionan estos eventos con un cerebro estresado y moribundo. Estas visiones y cambios en la vida podrían ser causados por la escasez de oxígeno, la anestesia imperfecta, y las respuestas neuroquímicas del cuerpo al trauma. Pero muchas personas que han sufrido ECM todavía creen que fueron más que simples alucinaciones o sueños. Creen en estos mensajes y en que la experiencia les sucedió por una razón más importante.

### Elementos de la ECM
Según la escala ECM una experiencia cercana a la muerte incluye algunos o varios de los siguientes 16 elementos:
1. El tiempo se acelera o se ralentiza.
2. Los procesos de pensamiento se aceleran.
3. Retorno de escenas del pasado.
4. Percepción o comprensión súbita.
5. Sentimiento de paz o agrado.
6. Sentimiento de felicidad o alegría.
7. Sensación de armonía o unidad con el universo.
8. Encuentro con una luz brillante.
9. Los sentidos se sienten más vívidos.
10. Conciencia de las cosas que suceden en otros lugares, como si fuera por percepción extrasensorial (ESP).
11. Experimentar escenas del futuro.
12. Sensación de estar separado del cuerpo.
13. Experimentar un mundo diferente y sobrenatural.
14. Encontrarse con un ser o una presencia mística, o escuchar una voz no identificable.
15. Ver personas fallecidas o espíritus religiosos.
16. Llegar a una frontera o a un punto sin retorno.

En un estudio publicado en The Lancet van Lommel y sus colegas enumeran diez elementos de la ECM:
1. Conciencia de estar muerto.
2. Emociones positivas.
3. Experiencia fuera del cuerpo.
4. Atravesar un túnel.
5. Comunicación con la luz.
6. Observación de colores.
7. Observación de un paisaje celestial.
8. Encuentro con personas fallecidas.
9. Revisión de la vida.
10. Presencia de una frontera.

### Efectos posteriores
La ECM se asocia con una serie de efectos posteriores, o efectos que cambian la vida del sujeto. Los efectos que suelen ser reseñados por los investigadores incluyen una serie de cambios de valores, actitudes y creencias que reflejan cambios profundos en la personalidad, y una nueva perspectiva sobre la vida y la muerte, las relaciones humanas y la espiritualidad. Muchos de estos efectos se consideran positivos o beneficiosos. Van Lommel y sus colegas llevaron a cabo una "investigación longitudinal de seguimiento de los procesos transformacionales después de las ECM" y encontraron un "efecto transformacional duradero de la experiencia".
Sin embargo, no todos los efectos posteriores son beneficiosos. Los efectos negativos pueden ser muy importantes y frecuentes. En algunos casos, los cambios de actitud y comportamiento pueden provocar angustia y problemas psicosociales, espirituales o fisiológicos. Los efectos negativos de las ECM a menudo tienen que ver con la adaptación a la nueva situación después de una experiencia cercana a la muerte, y los problemas que surgen en la reintegración a la vida ordinaria. Según Bruce Greyson, quienes experimentaron una ECM también pueden tener dificultades para mantener relaciones debido al miedo al rechazo o al ridículo al hablar de su experiencia. Este miedo a ser juzgado o ridiculizado también supone un problema a la hora de hablar con un profesional. Algunas personas con ECM han recibido reacciones negativas de los profesionales, lo cual desanima a muchos que necesitan ayuda. En consecuencia, muchas personas que han sufrido una ECM encuentran grandes dificultades para compartir su ECM, y cómo ésta afectó sus vidas. Greyson y Bush han investigado otra categoría: las llamadas experiencias cercanas a la muerte angustiosas o desagradables.

### Modelos explicativos
Los modelos explicativos de la fenomenología y los elementos de la ECM pueden, según las fuentes, dividirse en tres amplias categorías: psicológica, fisiológica, y trascendental. En un estudio publicado en 1990, Owens, Cook y Stevenson presentaron resultados que respaldaban estas tres interpretaciones. Christian Agrillo señala que la literatura informa de dos marcos teóricos principales: (1) "biológico/psicológico" (teorías dentro del cerebro), o (2) "supervivencialistas" (teorías fuera del cerebro).
Cada modelo contiene una serie de variables:
- Las teorías psicológicas han sugerido que la ECM puede ser una consecuencia de reacciones mentales y emocionales ante la amenaza percibida de morir,[6][8][21][27] o un resultado de una expectativa.[3][10][12] Otras variables psicológicas que son consideradas por los investigadores incluyen: imaginación,[3][12] despersonalización,[3][12] disociación,[3][12] propensión a la fantasía,[3][12] y el recuerdo de nacer.[12]
- Las teorías fisiológicas tienden a centrarse en explicaciones somáticas, biológicas o farmacológicas de las ECM, a menudo con énfasis en la fisiología del cerebro. Las variables que los investigadores consideran, y a menudo resumen, incluyen: anoxia;[8][10] hipoxia cerebral;[6][21][32] hipercarbia;[6][21] endorfinas;[6][9][10][17][21][32] serotonina[6][9][12][21][32] o varios neurotransmisores;[3][12][17] disfunción del lóbulo temporal o convulsiones;[3][6][9][10][12][21][32][33] el receptor NMDA;[6][21][32] activación del sistema límbico;[6][21] drogas;[6][10][21][32] isquemia retiniana;[12] y procesos vinculados al sueño con movimientos oculares rápidos o fenómenos generados en el límite entre el sueño y la vigilia.[3][12][33][34][35]
- Las teorías trascendentales[3][6][8][9][27][28] consideran una serie de categorías que quedan fuera del alcance de las explicaciones fisiológicas o psicológicas. Este modelo explicativo considera si la ECM podría estar relacionada con: la existencia de una vida después de la muerte,[27][28] un estado cambiante de conciencia,[8] experiencias místicas clave,[6] o la separación mente-cuerpo .[28]

Varios investigadores en este campo han expresado reservas ante explicaciones puramente psicológicas o fisiológicas. Van Lommel y sus colegas han abogado por la inclusión de categorías trascendentales como parte del marco explicativo. Otros investigadores, como Parnia, Fenwick, y Greyson, han abogado por una discusión más amplia sobre la relación mente-cerebro, así como sobre las posibilidades de la conciencia humana.

## Investigación: historia y antecedentes

### Precursores
En la literatura se han identificado casos individuales de ECM en la antigüedad. Durante las décadas de 1880 y 1890, los fenómenos cercanos a la muerte formaron parte de la investigación de fenómenos paranormales. Los precursores del campo de los estudios cercanos a la muerte incluyen el trabajo de investigadores paranormales, como William Crookes y Frederick WH Myers, y el trabajo de sociedades parapsicológicas, como la Sociedad para la Investigación Psíquica (SPR) de Inglaterra y su homóloga estadounidense. El trabajo atrajo el escepticismo de ramas contemporáneas de la ciencia. También en el siglo XIX, dos esfuerzos fueron más allá del estudio de casos individuales: uno realizado de forma privada por mormones y el otro en Suiza.
Los primeros años del siglo XX fueron un período de desinterés por el tema, marcado únicamente por contribuciones ocasionales, incluidos los escritos de Gardner Murphy y las investigaciones de Donald West. En 1948, West investigó la aparición de fenómenos psi en una pequeña muestra de la población británica. Encontró que "el 14 por ciento de su muestra había sufrido una experiencia alucinatoria y el 9 por ciento había informado haber visto apariciones de muertos". Durante la década de 1970, el trabajo de Elisabeth Kübler-Ross llamó la atención y abordó el tema públicamente. El interés por el tema también se vio estimulado por relatos autobiográficos, como los libros de George Ritchie .

### Período formativo: primeros perfiles
Se considera que el inicio de los estudios sobre la ECM comenzó con el trabajo de Raymond Moody.Moody se interesó por el tema de las experiencias cercanas a la muerte al comienzo de su carrera. A mediados de los años setenta, mientras hacía su residencia médica como psiquiatra en la Universidad de Virginia, realizó entrevistas a personas con ECM. Posteriormente publicó estos hallazgos en el libro Life After Life (1976). En el libro, Moody describe los diferentes elementos de la ECM. Estas características fueron recogidas por investigadores posteriores y el libro atrajo la atención del público sobre el tema.
Las primeras contribuciones a estos estudios también incluyen el trabajo de Russell Noyes, quien recopiló historias de ECM a partir de relatos personales y de registros médicos. Según los articulistas, su trabajo marcó el primer gran cambio de perspectiva dentro de este campo, alejándolo de la metodología de la parapsicología y acercándolo a los principios de la medicina. En la década de 1970, Noyes y Kletti informaron sobre el fenómeno de la despersonalización relacionada con peligros que constituyen una amenaza para vida.
A finales de los años setenta se creó la Association for the Scientific Study of Near-Death Phenomena, un grupo inicial de investigadores académicos, entre ellos John Audette, Raymond Moody, Bruce Greyson, Kenneth Ring y Michael Sabom, que sentaron las bases para el campo de estudios cercanos a la muerte y llevó a cabo algunas de las primeras investigaciones sobre ECM a raíz del trabajo de Moody. La Asociación fue precursora de la Asociación Internacional para Estudios Cercanos a la Muerte (IANDS, por sus siglas en inglés), fundada a principios de los años ochenta, y que estableció su sede en la Universidad de Connecticut, Storrs. Este grupo de investigadores, especialmente Ring, fueron los responsables del lanzamiento de Anabiosis, la primera revista revisada por pares dentro de este campo. La revista se convertiría más tarde en el Journal of Near-Death Studies.
Aunque las ECM se introdujeron en el entorno académico, el tema a menudo fue recibido con incredulidad, o fue considerado tabú. La comunidad médica se ha mostrado reacia a abordar el fenómeno de las ECM, y la financiación para la investigación ha sido limitada. Sin embargo, tanto Ring como Sabom hicieron contribuciones que fueron influyentes para el campo recién establecido. Ring publicó un libro en 1980 llamado Life at Death: A Scientific Investigation of the Near-Death Experience. En el libro, Ring identificó el núcleo de la experiencia cercana a la muerte, con sus etapas correspondientes. Esta primera investigación fue seguida en 1984 por el libro de Ring Heading Toward Omega: In Search of the Meaning of the Near-Death Experience, donde describió las características místicas y trascendentes de la ECM, y las visiones futuristas descritas por experimentadores de la ECM. Los primeros trabajos de Michael Sabom también llamaron la atención dentro de la comunidad académica. Además de contribuir con material para revistas académicas, escribió un libro llamado Recollections of Death (1982) que se considera una publicación significativa en el lanzamiento del tema.
Algunos de los primeros trabajos retrospectivos fueron realizados por Greyson y Stevenson, quienes publicaron sus hallazgos en el American Journal of Psychiatry en 1980. Los autores utilizaron cuestionarios, entrevistas y registros médicos para estudiar la fenomenología de las ECM y sugirieron que los factores sociales y psicológicos explicaban algunos de los componentes de las ECM, pero no todos. Greyson también ha abordado diferentes aspectos de las ECM, como la psicodinámica de la experiencia, la tipología de las ECM, las variedades de las ECM, y la biología de las ECM. Además, llamó la atención sobre la ECM como foco de atención clínica, sugiriendo que las consecuencias de la ECM, en algunos casos, pueden conducir a problemas psicológicos. A medida que avanzaba la investigación en este campo, tanto Greyson como Ring desarrollaron herramientas de medición que pueden utilizarse en un entorno clínico. Según Kinsella, ningún otro investigador, además de Moody, ha hecho más para "influir en la opinión pública sobre el tema de las ECM" que Kenneth Ring. Sin embargo, Bruce Greyson tiene la mayor producción de material y sigue siendo el principal estudioso en este campo.
La década de 1980 también introduce las investigaciones de Melvin Morse, que perfiló los estudios de la ECM. Morse y sus colegas investigaron las ECM en una población pediátrica. Descubrieron que los niños reportaban ECM similares a las descritas por los adultos. Más tarde, Morse publicó dos libros, en coautoría con Paul Perry, que estaban dirigidos a un público general: Closer to the light: learning from children's near-death experiences (1990) y Transformed by the light: the powerful effect of near-death experiences on people's lives (1992). El neuropsiquiatra británico Peter Fenwick comenzó a recopilar historias de ECM en la década de 1980, tras sus apariciones en programas de televisión. Las respuestas de las personas cercanas a la muerte sirvieron más tarde como base para su libro publicado en 1997 The Truth in the light, en coautoría con su esposa Elizabeth Fenwick. En el libro, los autores investigaron más de 300 ECM y concluyeron que la "experiencia subjetiva" es la clave para comprender el fenómeno de las ECM. En cooperación con otros investigadores, como Sam Parnia, Fenwick ha revisado e investigado la posible relación entre las experiencias cercanas a la muerte y el paro cardíaco.
Las primeras investigaciones sobre el tema de las experiencias cercanas a la muerte también se llevaron a cabo en la Universidad de Virginia, donde Ian Stevenson fundó la Division of Perceptual Studies a finales de los años sesenta. La división pasó a realizar investigaciones sobre una serie de fenómenos que no se consideraban convencionales. Además de las experiencias cercanas a la muerte incluían: reencarnación y vidas pasadas, experiencias extracorporales, apariciones y comunicaciones después de la muerte, y visiones en el lecho de muerte. Stevenson, cuyo principal interés académico era el tema de la reencarnación y las vidas pasadas, también hizo contribuciones al campo de los estudios cercanos a la muerte. En un estudio de 1990, en coautoría con Owens y Cook, estudiaron los registros médicos de 58 personas que se pensaba que habían estado al borde de la muerte. Los autores consideraron que 28 candidatos habían estado realmente a punto de morir, mientras que se consideró que 30 candidatos, que simplemente pensaban que estaban a punto de morir, no habían corrido ningún peligro clínico. Ambos grupos informaron experiencias similares, pero el primer grupo informó de más características nucleares de la ECM  que el otro grupo.
Según Loseu y sus colegas, que publicaron un análisis de la literatura publicada en el campo de los estudios cercanos a la muerte, hubo un pico en la producción de artículos en el período de 15 años desde 1980 hasta 1995, seguido de una tendencia decreciente.

### Periodo posterior: nuevos perfiles, estudios prospectivos.
Las primeras décadas de investigación sobre las ECM se caracterizaron por estudios retrospectivos. De 1975 a 2005, unas 2.500 personas autodiagnosticadas en los EE. UU. habían sido revisadas en estudios retrospectivos del fenómeno, además de 600 adicionales fuera de los EE. UU. en Occidente y 70 en Asia. Sin embargo, el final de la década de 1980 marcó el inicio de los estudios prospectivos en este campo. Los estudios prospectivos (que son más caros) revisan grupos de individuos y descubren quiénes tuvieron una ECM. Habían identificado a 270 individuos en 2005.
Pim van Lommel (cardiólogo) fue uno de los primeros investigadores en llevar el estudio de las ECM al área de la medicina hospitalaria. En 1988 lanzó un estudio prospectivo que abarcó 10 hospitales holandeses. En el estudio se incluyeron 344 supervivientes de un paro cardíaco. 62 pacientes (18%) informaron de ECM. 41 de estos pacientes (12%) describieron una experiencia común. El objetivo del estudio fue investigar la causa de la experiencia y evaluar variables relacionadas con la frecuencia, la profundidad y el contenido. También se estaban realizando estudios prospectivos en Estados Unidos. Schwaninger y sus colegas colaboraron con el Barnes-Jewish Hospital, donde estudiaron a pacientes con paro cardíaco durante un período de tres años (abril de 1991 a febrero de 1994). Sólo una minoría de los pacientes sobrevivió, y de este grupo se pudo entrevistar a 30 pacientes. De estos 30 pacientes, el 23% informó de una ECM, mientras que el 13% informó de una ECM durante "una enfermedad previa que amenazaba su vida".
En un estudio prospectivo de 2001, realizado en el Hospital General de Southampton, Parnia y sus colegas encontraron que el 11,1% de 63 supervivientes de un paro cardíaco informaron recuerdos de su período inconsciente. Varios de estos recuerdos incluían características de ECM. Greyson realizó un estudio de 30 meses a pacientes ingresados en el servicio de internamiento cardíaco del Hospital de la Universidad de Virginia. Encontró que el 10% de los pacientes con paro cardíaco y el 1% de otros pacientes cardíacos informaron de ECM. Hasta 2005, se ha documentado que el 95% de las culturas del mundo hacen alguna mención de las ECM. En total, entre 1975 y 2005, unos 55 investigadores o equipos de investigadores examinaron cerca de 3.500 casos individuales.
Durante la década siguiente también empezaron a surgir estudios prospectivos en otras partes del mundo. En un estudio de 2010, Klemenc-Ketis y sus colegas informaron acerca de supervivientes de un paro cardíaco extrahospitalario, posteriormente ingresados en unidades de cuidados intensivos, en centros médicos de Eslovenia. El 21,2% de los pacientes en el estudio reportaron ECM. Los investigadores también encontraron que "las ECM ocurren con más frecuencia en pacientes con petCO2 y pCO2 más altos"; "los niveles séricos más altos de potasio se correlacionan con una puntuación más alta en la escala ECM de Greyson"; y "Las ECM ocurren con más frecuencia en pacientes con ECM anteriores".
El trabajo de Jeffrey Long también ha atraído la atención sobre el tema de las ECM tanto en el campo académico como en el popular. Long es un investigador de experiencias cercanas a la muerte que cree en la vida después de la muerte. En 2010 publicó un libro, en coautoría con Paul Perry, llamado Evidence of the Afterlife: The Science of Near-Death Experiences . En el libro, Long presentó los resultados de la investigación realizada durante la década anterior.
Según los resultados de un análisis de la literatura académica relacionada con las ECM, la década entre 2001 y 2011 marcó una expansión del campo de los estudios cercanos a la muerte al incluir nuevos autores y nuevos lugares de publicación. La investigación también ha entrado en otros campos de interés, como la salud mental de los veteranos de guerra. Goza, Holden y Kinsey estudiaron las ECM entre veteranos de guerra. Descubrieron, entre otras cosas, que los soldados que habían entrado en combate informaron de experiencias cercanas a la muerte "menos intensas", en comparación con las ECM de la población civil.
El primer artículo clínico del proyecto AWARE (del inglés AWAreness during REsuscitation, conciencia durante la reanimación), que también fue un estudio prospectivo, se publicó en 2014. La investigación fue un estudio observacional multicentro que incluyó centros médicos de EE. UU., Reino Unido y Austria. En el estudio, Parnia y sus colegas encontraron que el 9% de los pacientes que completaron las entrevistas de la etapa 2 informaron de experiencias compatibles con la ECM. Un estudio de seguimiento, AWARE II, se completó en noviembre de 2022 (aún no revisado por pares) y dio como resultado que 28 participantes completaron entrevistas, y 6 informaron de una ECM.
En un estudio de 2020 Charland-Verville y sus colegas estudiaron las experiencias cercanas a la muerte de 158 participantes mediante minería de textos. Este estudio encontró que analizar estas experiencias por la forma en que los participantes las explicaban a través del habla podía permitir a los investigadores comprender aún más sobre las ECM, en lugar de simplemente confiar en los recuerdos y autoevaluaciones de los participantes, que son menos fiables que la evidencia científica. También se demostró que la comunicación no verbal, como los gestos y las emociones, pueden permitir a los investigadores comprender mejor las ECM y sus efectos en las personas que las han sufrido.

## Psicometría
Se han adaptado varios instrumentos psicométricos a la investigación de la ECM. En 1980, Ring desarrolló el Índice de Experiencia Central Ponderado para medir la profundidad de las ECM, y este índice ha sido utilizado por otros investigadores para el mismo propósito. El índice también se ha utilizado para medir el impacto de las experiencias cercanas a la muerte en los pacientes con diálisis. Según algunos comentaristas el índice ha mejorado la consistencia en el campo de las ECM. Sin embargo, Greyson señala que aunque el índice es un "esfuerzo pionero", no se basa en análisis estadísticos y no se ha probado su coherencia interna o fiabilidad. En 1984, Ring desarrolló un instrumento llamado Inventario de Cambios de Vida (LCI por sus siglas en inglés) para cuantificar los cambios de valores después de una ECM. Posteriormente, el instrumento fue revisado y estandarizado y en 2004 se publicó una nueva versión, el LCI-R.
Greyson desarrolló la escala de experiencias cercanas a la muerte. Se encontró que esta escala de 16 ítems tenía una alta consistencia interna, fiabilidad por mitades y fiabilidad test-retest y se correlacionó con el índice de experiencia central ponderado de Ring. Las preguntas formuladas por la escala abordan dimensiones tales como: cognición (sentimientos de pensamiento acelerado o "revisión de la vida"), afecto (sentimientos de paz y alegría), experiencia paranormal (sentimientos de estar fuera del cuerpo o percepción de eventos futuros) y trascendencia (experiencia de encontrarse con familiares fallecidos o experimentar un reino sobrenatural). Se utilizó una puntuación de 7 o más, de un total de 32, como criterio estándar para una experiencia cercana a la muerte. Esta escala es, según el autor, clínicamente útil para diferenciar las ECM de los síndromes cerebrales orgánicos y las respuestas de estrés no específicas. Más tarde se descubrió que la escala de ECM se ajustaba al modelo de escala de calificación de Rasch. El instrumento se ha utilizado para medir las ECM entre supervivientes de paro cardíaco, supervivientes de coma, pacientes/supervivientes de paro cardíaco fuera del hospital, consumidores de sustancias, y pacientes en diálisis.
A finales de la década de 1980, Thornburg desarrolló el Cuestionario de actitudes y conocimientos sobre fenómenos cercanos a la muerte. El cuestionario consta de 23 ítems de respuesta verdadero/falso/indeciso que evalúan el conocimiento, 23 ítems de la escala Likert que evalúan actitudes generales hacia los fenómenos cercanos a la muerte, y 20 ítems de la escala Likert que evalúan la actitud hacia el cuidado de un cliente que ha tenido una ECM. La validez del contenido se estableció mediante el uso de un panel de expertos seleccionados de enfermería, sociología y psicología. También se encontró que el instrumento satisface los criterios de consistencia interna. El instrumento se ha utilizado para medir las actitudes y el conocimiento de las experiencias cercanas a la muerte en una población universitaria, entre el clero, entre psicólogos registrados, y entre enfermeras de cuidados paliativos.
Martial y sus colegas desarrollaron la escala de Contenido de Experiencias Cercanas a la Muerte (NDE-C), una escala de 20 ítems construida para reevaluar la escala de NDE-C de Greyson y validar la nueva escala de NDE-C. Los autores encontraron debilidades en la escala ECM original, pero buenas propiedades psicométricas para la nueva escala ECM-C.
Greyson también ha utilizado medidas psicológicas convencionales en su investigación, por ejemplo: La Escala de Experiencias Disociativas, una medida de síntomas disociativos; y el  Índice de Amenaza, una medida de la amenaza que implica la propia muerte.

## Comunidad de estudios sobre las ECM

### Organizaciones de investigación y centros académicos.
El campo de los estudios cercanos a la muerte incluye varias comunidades que estudian la fenomenología de las ECM. Una de las más influyentes es la IANDS, una organización internacional con sede en Durham, Carolina del Norte, EE. UU., que promueve la investigación y la formación sobre el fenómeno de las experiencias cercanas a la muerte. Entre sus publicaciones se encuentra el Journal of Near-Death Studies, revisado por pares. La organización también mantiene un archivo de historias de casos cercanos a la muerte para investigación y estudio.
Otra organización de investigación, la Fundación para la Investigación de Experiencias Cercanas a la Muerte, con sede en Luisiana, fue fundada por el oncólogo radioterapeuta Jeffrey Long en 1998. La fundación mantiene un sitio web y una base de datos de casos cercanos a la muerte.
Varias universidades se han asociado con estudios cercanos a la muerte: la Universidad de Connecticut (EE. UU.), Universidad de Southampton (Reino Unido), Universidad del Norte de Texas (EE. UU.) y la División de Estudios Perceptivos de la Universidad de Virginia (Estados Unidos).

### Conferencias
La IANDS organiza conferencias sobre el tema de las experiencias cercanas a la muerte. La primera reunión fue un seminario médico en la Universidad de Yale, New Haven, Connecticut, en 1982. La primera conferencia clínica se celebró en Pembroke Pines, Florida, y la primera conferencia de investigación se celebró en Farmington, Connecticut, en 1984. Desde entonces se han celebrado conferencias en las principales ciudades de Estados Unidos, casi anualmente. Muchas de las conferencias han abordado un tema específico, definido mucho antes de la reunión. En 2004, los participantes se reunieron en Evanston, Illinois, bajo el título: "Creatividad desde la luz". Algunas de las conferencias se han organizado en lugares académicos. En 2001, investigadores y participantes se reunieron en la Universidad Seattle Pacific. En 2006, el Centro Oncológico MD Anderson de la Universidad de Texas se convirtió en la primera institución médica en albergar la conferencia anual de la IANDS.
La primera conferencia médica internacional sobre experiencias cercanas a la muerte se celebró en 2006. Aproximadamente 1 500 delegados, incluidas personas que afirmaban haber tenido una ECM, asistieron a la conferencia de un día en Martigues, Francia. Entre los investigadores que asistieron a la conferencia se encontraban Moody y el anestesista y médico de cuidados intensivos Jean-Jacques Charbonnier.

### Publicaciones relevantes
La IANDS publica trimestralmente el Journal of Near-Death Studies, la única revista académica en este campo. La IANDS también publica Vital Signs, un boletín trimestral que se pone a disposición de sus miembros y que incluye comentarios, noticias y artículos de interés general.
Una de las primeras introducciones al campo de los estudios cercanos a la muerte fue A Collection of Near-Death Research Readings: Scientific Inquiries Into the Experiences of Persons Near Physical Death, editado por Craig R. Lundahl y publicado en 1982. Uno de los primeros textos generales fue The Near-Death Experience: Problems, Prospects, Perspectives, publicado en 1984. En 2009 se publicó el Manual de experiencias cercanas a la muerte: treinta años de investigación. Fue una descripción general del campo basada en artículos presentados en la conferencia de la IANDS en 2006. En 2011 se publicó Dar sentido a las experiencias cercanas a la muerte: un manual para médicos. El libro contó con muchos colaboradores y describió cómo se puede manejar la ECM en la práctica clínica y psiquiátrica. En 2017, la University of Missouri Press publicó The Science Of Near-death Experiences, una recopilación de artículos que se publicaron originalmente en la revista médica Missouri Medicine entre 2013 y 2015.

## Reconocimiento y críticas
De acuerdo con la literatura sobre el tema el campo de los estudios sobre ECM está asociado con descubrimientos, desafíos y controversias. Está muy extendido el escepticismo hacia los hallazgos, así como hacia la validez de la ECM como tema de estudio científico. Según Knapton, en The Daily Telegraph, el tema era, hasta hace poco, controvertido. Tanto los científicos como los profesionales médicos, en general, han tendido a ser escépticos. Según comentaristas en el campo el estudio inicial de las experiencias cercanas a la muerte fue recibido con "incredulidad académica". Ha mejorado la aceptación de las ECM como tema legítimo de estudio científico, pero el proceso ha sido lento. Según la literatura sobre el tema "los psiquiatras han desempeñado un papel en el reconocimiento del fenómeno "cercano a la muerte", así como en la popularización del tema y en investigaciones posteriores". Kinsella señaló que "el creciente interés académico ha seguido al interés popular por el tema".
Los escépticos han señalado que es difícil verificar muchos de los informes anecdóticos que se utilizan como material de referencia para esbozar las características de la ECM.
El comentarista de Internet Infidels, Keith Augustine, ha criticado la interpretación supervivencialista de las ECM. También criticó "las debilidades de la metodología de investigación, la escasez de datos, y las lagunas en los argumentos". Greyson respondió sugiriendo que el modelo materialista favorecido por Augustine está respaldado por incluso menos datos que el "modelo de separación mente-cerebro" favorecido por muchos investigadores dentro del campo de los estudios de fenómenos cercanos a la muerte.
Los hallazgos de la investigación sobre la ECM han sido cuestionados por varios escritores en los campos de la psicología y la neurociencia. Susan Blackmore ha cuestionado los hallazgos de la investigación sobre las ECM, y ha argumentado a favor de una explicación neurológica. El psicólogo Christopher French ha revisado varias de las teorías que se han originado en el campo de los estudios de los fenómenos cercanos a la muerte. Esto incluye teorías que presentan un desafío a la neurociencia moderna al sugerir una nueva comprensión de la relación mente-cerebro, en dirección a elementos trascendentales o paranormales. En respuesta a esto, French considera la comprensión científica convencional e introduce varios factores no paranormales, así como la teoría psicológica, que podrían explicar esas ECM que desafían las explicaciones científicas convencionales. Sin embargo, no descarta una futura revisión de la neurociencia moderna, a la espera de nuevos y mejores procedimientos de investigación.
Jason Braithwaite, profesor titular de neurociencia cognitiva en el Centro de Ciencias Conductuales del Cerebro de la Universidad de Birmingham, publicó un análisis y una crítica en profundidad de la neurociencia del supervivencialismo de algunos investigadores de la ECM, y concluyó que "es difícil ver qué se puede aprender de la postura de supervivencia paranormal que parte de asumir la verdad de lo que busca establecer, hace suposiciones adicionales e innecesarias, tergiversa el estado actual del conocimiento de la ciencia convencional, y parece poco exhaustivo en su análisis de los hechos disponibles".
Martens señaló la "falta de nomenclatura uniforme" y "la incapacidad de eliminar los factores que interfieren para controlar la población estudiada", como ejemplos de críticas dirigidas a la investigación de la ECM. Engmann señala que la investigación de la ECM no cumple los criterios de calidad de los estudios médicos, es decir, la objetividad.
Pero las críticas también provienen de comentaristas dentro de sus propias filas. En una carta abierta a la comunidad de ECM, Ring señaló la "cuestión de un posible sesgo religioso en los estudios de las ECM". Según Ring, el campo de los estudios cercanos a la muerte, así como el movimiento más amplio de las ECM, ha atraído una variedad de afiliaciones religiosas y espirituales, de diversas tradiciones, que hacen afirmaciones ideológicas en nombre de la investigación de las ECM. En su opinión, esto ha comprometido la integridad de la investigación y el debate.